# Alfred Ernest Ramsey
Sir Alfred Ernest Ramsey (Dagenham, Anglaterra, 22 de gener de 1920 - 28 d'abril de 1999), fou un futbolista anglès, i entrenador de la selecció de futbol d'Anglaterra de 1963 a 1974.

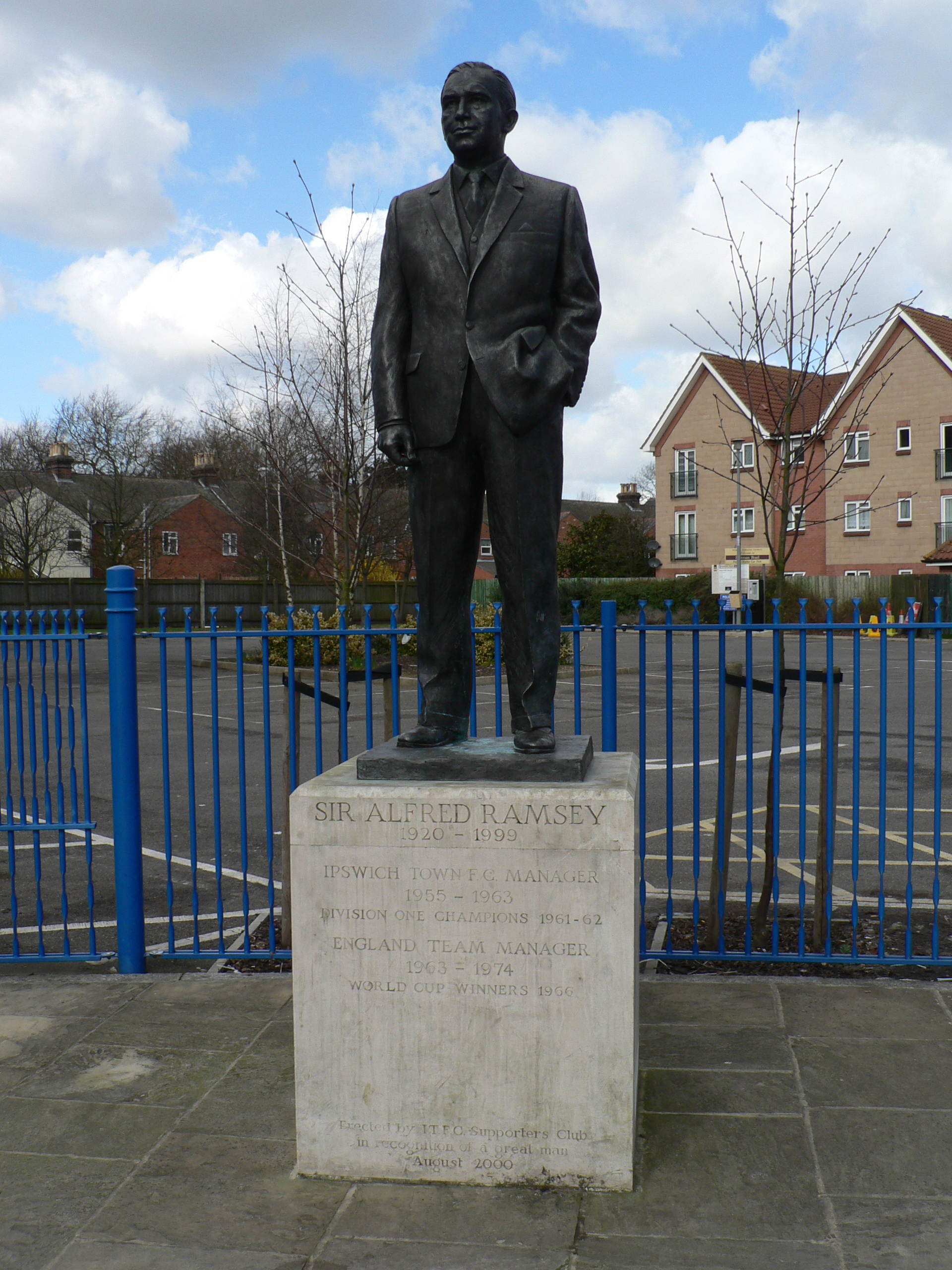
Monument a Ramsey.

El seu major assoliment va ser guanyar com a entrenador de la Copa del Món de Futbol de 1966 celebrada a Anglaterra, la final de la qual va guanyar el 30 de juliol d'aquell any. També va assolir el tercer lloc de l'Eurocopa de fútbol de 1968 i va assolir l'etapa de quarts de final a la Copa del Món de Futbol de 1970 celebrada a Mèxic.
A l'Eurocopa de Bèlgica el 1972 no va poder passar de quarts en caure contra la potent Alemanya en eliminatòria a doble partit.
El 1973 va posar fi a la seva carrera a la selecció quan no va aconseguir la classificació per al Mundial d'Alemanya'74, després de completar una pobra fase de classificació amb una victòria, 2 empats i una derrota. El va succeir en el càrrec interinament Joe Mercer, i posteriorment Don Revie, mànager del Leeds United FC.
Posteriorment, va fer feines puntuals al Birmingham City com a entrenador i al Panathinaikos FC com a director esportiu, però només va aguantar una temporada en cadascun, i després d'això es va retirar del futbol en actiu, tot i que va col·laborar com a columnista ocasional al Daily Mirror.
El 1998 fou escollit per la Football League a la llista de les 100 llegendes del futbol anglès.